# J-hope IN THE BOX
j-hope IN THE BOX é um documentário de 2023 dirigido por Park Jun-Soo que segue a estrela do boygroup sul-coreano BTS, J-Hope, durante 200 dias, capturando a sua vida quotidiana. Este documentário acompanha-o desde a produção do seu primeiro álbum solo, Jack In the Box, e da sua listening party até à sua estreia no palco do festival norte-americano Lollapalooza. Tem uma duração de 86 minutos.
Foi lançado no dia 17 de fevereiro de 2023 na Disney+ como uma obra original da plataforma.

## Enredo
Estrelado por Jung Hoseok (J-Hope), um dos sete membros do grupo musical icónico BTS, e produzido pela HYBE Media Studios, j-hope IN THE BOX segue a sensação da música internacional em cada passo do caminho enquanto ele trabalha para lançar o seu primeiro álbum solo Jack In the Box. Ao longo do documentário, os espectadores têm uma visão nunca antes vista dos desafios criativos que J-Hope enfrentou durante o processo de preparação do álbum, bem como lugares na primeira fila para a sua apresentação no festival Lollapalooza em 2022, onde fez história ao tornar-se o primeiro artista coreano a ser a cabeça-de-cartaz deste festival, e a listening party do seu primeiro álbum de estúdio.

## Desenvolvimento
“Com o Hope World, eu ainda estava dentro da caixa. Sempre me perguntei se isso era quem eu realmente era. Parecia que era hora de mostrar um lado mais maduro de mim” - J-Hope, j-hope IN THE BOX
j-hope IN THE BOX leva os espectadores aos bastidores durante 200 dias de preparativos do rapper para a apresentação no festival norte-americano, vendo-o a planear o set, ensaiar com os dançarinos na Coreia do Sul e nos EUA e muito mais. Noutras cenas, o filme mostra J-Hope no seu estúdio a trabalhar no seu primeiro álbum solo, Jack In the Box, e a comemorar o lançamento do disco numa festa cheia de estrelas.
Nos primeiros minutos do documentário, vemos o artista a refletir sobre aquilo que o levou a criar um álbum como Jack In the Box. Ao admitir que queria mostrar um lado mais maduro de si, J-Hope dá a justificação para aquilo que vemos durante o resto do filme. Desde o motivo pelo qual ele se esforçou tanto para lançar o seu álbum solo até ao significado sentimental da setlist do festival em que ia atuar. Sobre este último, J-Hope queria ter a certeza que o seu público compreendia a mensagem que ele queria transmitir: uma reconciliação da sua identidade artística com a grande exposição ao público que viveu "fora da caixa".

## Produção
O documentário foi dirigido por Park Jun-Soo, também conhecido por outros trabalhos como SUGA: Road to D-DAY, Burn the Stage: The Movie, Bring the Soul: The Movie, Break the Silence: The Movie, entre outros, e produzido pela HYBE Media Studio através de Jiwon Yoon.

## Marketing
O primeiro poster promocional do documentário j-hope IN THE BOX foi lançado no dia 19 de janeiro de 2023 pela HYBE e pela plataforma de streaming Disney+. Um pouco mais tarde, no dia 27 de janeiro de 2023, foi disponibilizado nas redes sociais, através das contas oficiais do grupo BTS e da Disney+, o primeiro teaser trailer do filme.O primeiro trailer oficial do documentário foi lançado no dia 10 de fevereiro de 2023 no canal de YouTube da plataforma de streaming e também na sua conta de Twitter. Finalmente, no dia da estreia de j-hope IN THE BOX, 17 de fevereiro de 2023, para além dos anúncios de lançamento, foi também publicado um curto vídeo na conta de Twitter oficial da Disney+, onde o aviso de disponibilidade do filme na plataforma exclusiva é anunciado pelo próprio artista, J-Hope.

## Elenco[25][26]
- Jung Hoseok, mais conhecido como J-Hope

### Alguns convidados especiais:[11]
- Park Jimin, mais conhecido como Jimin
- Jermaine Lamarr Cole, mais conhecido como J. Cole
- Rebecca Marie Gomez, mais conhecida como Becky G
- Park Jun-won, mais conhecido como pH-1
- Woo Ji-ho, mais conhecido como Zico
- Kim Hyung-seo, mais conhecida como BIBI
- Jang Da-hye, mais conhecida como Heize
- Lee Sun-mi, mais conhecida como SUNMI
- Hong Si-young, mais conhecido como Giriboy
- Seo Jung-kwon, mais conhecido como Tiger JK

## Receção
No site de avaliações Rotten Tomatoes, o documentário tem uma classificação média de 5/5 estrelas, baseada em mais de 250 avaliações. Já no site informativo IMDb, j-hope IN THE BOX conquistou uma classificação média de 8.9/10 estrelas, com base em mais de 1800 classificações.

## Reconhecimento
Apenas dois dias depois do seu lançamento, j-hope IN THE BOX subiu nos gráficos mundiais da Disney+. O filme chegou ao 10º lugar dos melhores filmes da plataforma de streaming do dia 19 de fevereiro de 2023. Com base em dados desse mesmo dia, o documentário chegou ao 1º lugar no Japão e ao 9º lugar em sete outros países. Em apenas um dia, o filme subiu quatro lugares no gráfico, chegando assim ao 6º lugar dos melhores filmes da Disney+, baseado em dados estatísticos do dia 20 de fevereiro de 2023.
Cerca de três meses depois da estreia do filme na plataforma digital Disney+, foi anunciado o lançamento do documentário nos cinemas ao redor do mundo durante um tempo limitado. No dia 17 de junho de 2023, j-hope IN THE BOX estreou nos cinemas como celebração do 10º aniversário de debut do grupo de J-Hope, BTS, juntamente com o documentário SUGA: Road to D-DAY, de Suga, outro dos sete membros do grupo sul-coreano.